# Tarou, Dominica
Tarou este un sat din Dominica.